# FTW Championship
O FTW ("Fuck the World") Championship (também conhecido como FTW World Championship ) é um campeonato de luta livre profissional criado por Taz na Extreme Championship Wrestling (ECW) em 1998. O campeonato foi aposentado em 1999 após ser unificado com o ECW World Heavyweight Championship, e permaneceu inativo por 21 anos até ser restabelecido por Taz na All Elite Wrestling (AEW) em 2020. Tanto na ECW quanto na AEW, o FTW Championship foi apresentado como um título "fora da lei" ou "renegado" que não é sancionado pelos oficiais. O atual campeão é Chris Jericho, que derrotou Hook em um final controverso.

## História
Taz anunciou a criação do FTW Heavyweight Championship em 14 de maio de 1998. Frustrado por não conseguir uma luta com Shane Douglas pelo ECW World Heavyweight Championship, Taz criou e defendeu seu próprio título.
Taz perdeu o título apenas uma vez. Foi uma derrota intencional, quando colocou um inconsciente Sabu em cima de si em 19 de dezembro de 1998 (Taz estava confiante que derrotaria Douglas em uma luta pelo ECW World Heavyweight Championship, não precisando mais do FTW Heavyweight Championship). Taz reconquistou o título no Living Dangerously em 21 de março de 1999, unificando o FTW Heavyweight Championship ao ECW World Heavyweight Championship ao derrotar Sabu. Taz, logo depois, aposentou o título FTW.
Na segunda noite do Fyter Fest Taz restabeleceu o cinturão e concedeu o FTW Championship a Brian Cage. Jon Moxley foi incapaz de defender o AEW World Championship na luta agendada para naquela noite, pois estava em quarentena depois que sua esposa Renee Young havia testado positivo para COVID-19, então Taz entregou a Brian Cage o FTW Championship pois segundo Taz, Brian Cage não merecia ficar sem um título.

## Cinturão
O cinturão era uma réplica do ECW Television Championship, com a alça pintada de laranja e com adesivos "FTW" cobrindo os da ECW. Alguns meses depois, um cinturão original foi criado, com "TAZ" cravado em seu centro.
De acordo com Taz no DVD Rise and Fall of ECW, quando ele perdeu o título para Sabu, o último estava realmente zangado pelo nome de Taz estar no cinturão. Sabu, então, passaria uma faixa sobre o nome de Taz, escrevendo "SABU" em caneta permanente.

## Reinados
| # | Lutador      | Reinado | Data                   | Dias com o título | Local                    | Evento                    | Notas | Ref.        |
| - | ------------ | ------- | ---------------------- | ----------------- | ------------------------ | ------------------------- | --- | ----------- |
| 1 | Taz          | 1       | 14 de maio de 1998     | 219               | Queens, Nova Iorque      | Evento ao vivo            | Taz introduziu o título durante uma storyline.                                                                            | [ 1 ]       |
| 2 | Sabu         | 1       | 19 de dezembro de 1998 | 92                | Filadélfia, Pensilvânia  | Evento ao vivo            | Foi um combate triple threat , também envolvendo Justin Credible.A mudança de título foi ao ar em 23 de dezembro de 1998. | [ 2 ]       |
| 3 | Taz          | 2       | 21 de março de 1999    | <1                | Asbury Park, Nova Jérsei | Living Dangerously (1999) | Foi um combate Extreme Death.                                                                                             | [ 3 ] [ 4 ] |
| — | Unificado    | —       | 21 de março de 1999    | —                 | Asbury Park, Nova Jérsei | Living Dangerously (1999) | Taz derrotou Sabu para unificar o ECW FTW Heavyweight Championship com o ECW World Heavyweight Championship.              |             |
| 4 | Brian Cage   | 1       | 2 de julho de 2020     | 377               | Jacksonville, Flórida    | Fyter Fest                | O campeonato foi reativado por Taz e concedido a Brian Cage. A mudança de título foi ao ar em 8 de julho de 2020.         | [ 5 ] [ 6 ] |
| 5 | Ricky Starks | 1       | 14 de julho de 2021    | 378               | Cedar Park, Texas        | Fyter Fest                | | [ 7 ]       |
| 6 | Hook         | 1       | 27 de julho de 2022    | 963+              | Worcester, Massachusetts | Fight for the Fallen      | | [ 8 ]       |